# San Francisco Terrerillos
San Francisco Terrerillos är en ort i Mexiko.   Den ligger i kommunen Chignahuapan och delstaten Puebla, i den sydöstra delen av landet, 110 km nordost om huvudstaden Mexico City. San Francisco Terrerillos ligger 2 857 meter över havet och antalet invånare är 546.
Terrängen runt San Francisco Terrerillos är huvudsakligen kuperad, men den allra närmaste omgivningen är platt. San Francisco Terrerillos ligger uppe på en höjd. Runt San Francisco Terrerillos är det ganska tätbefolkat, med 54 invånare per kvadratkilometer. Närmaste större samhälle är Ahuazotepec, 15,0 km norr om San Francisco Terrerillos. Omgivningarna runt San Francisco Terrerillos är en mosaik av jordbruksmark och naturlig växtlighet.